# Erinaceinae
De Erinaceinae vormen een subfamilie van de Erinaceidae (egels), net als de gymnuren of haaregels. In tegenstelling tot deze laatste hebben ze stekels en worden ze daarom ook stekelegels genoemd. Erinaceinae komen voor in Azië, Europa en Afrika.
Stekelvarkens hebben wel stekels, maar zijn niet verwant met de stekelegels. Zij behoren tot de orde van de knaagdieren. Zee-egels hebben eveneens stekels, maar het zijn ongewervelde dieren die behoren tot het fylum stekelhuidigen (Echinodermata).

## Indeling
De subfamilie van de Erinaceinae is verder onderverdeeld in vijf geslachten. Zeven andere geslachten zijn uitgestorven:
- Atelerix Pomel, 1848: Afrikaanse egels;
- Erinaceus Linnaeus, 1758: bosegels - tot dit geslacht behoort de "gewone" (Europese) egel;
- Hemiechinus Fitzinger, 1866; langorige egels;
- Mesechinus Ognev, 1951: steppe-egels;
- Paraechinus Trouessart, 1879: woestijnegels;
- Amphechinus (uitgestorven);
- Dimylechinus (uitgestorven);
- Gymnurechinus (uitgestorven);
- Palaeoscaptor (uitgestorven);
- Parvechinus (uitgestorven);
- Stenoechinus (uitgestorven);
- Untermannerix (uitgestorven).

## Anatomie
De stekels van egels zijn slechts een paar centimeter lang. Het zijn holle haren gevuld met keratine. Ze zijn minder scherp dan die van het stekelvarken en komen moeilijker los. De stekels van de egel gaan ongeveer een jaar mee. Daarna vallen ze uit en worden ze vervangen. Ook onder invloed van stress en ziekte kunnen de stekels uitvallen.
Egels hebben vijf vingers met lange nagels op de achterpoten; aan de voorkant hebben ze vijf vingers met korte nagels. Dit komt door de graafgewoonten van de egels. Alleen witbuikegels hebben vier vingers op de achterpoten.

## Gedrag
Bij gevaar kunnen egels zich dankzij hun kringspier oprollen tot een bal en zetten ze hun stekels overeind. Niet alle egelsoorten hebben echter voldoende stekels om dit als verdediging te gebruiken. Woestijnegels zullen daarom eerder vluchten of met hun stekels de belager aanvallen. Het hangt ook af van het roofdier waartegen de egel zich probeert te beschermen. Bosegels hebben veeleer af te rekenen met kleinere roofdieren zoals uilen en bunzingen. Langorige egels moeten daarentegen op hun hoede zijn voor wolven en mangoesten. In de Lage Landen zijn dassen de enige dieren met klauwen die sterk genoeg zijn om een opgerolde egel open te wrikken. Hongerige vossen staan er dan weer om bekend dat ze op egels plassen en ze zo dwingen om zich weer uit te rollen.

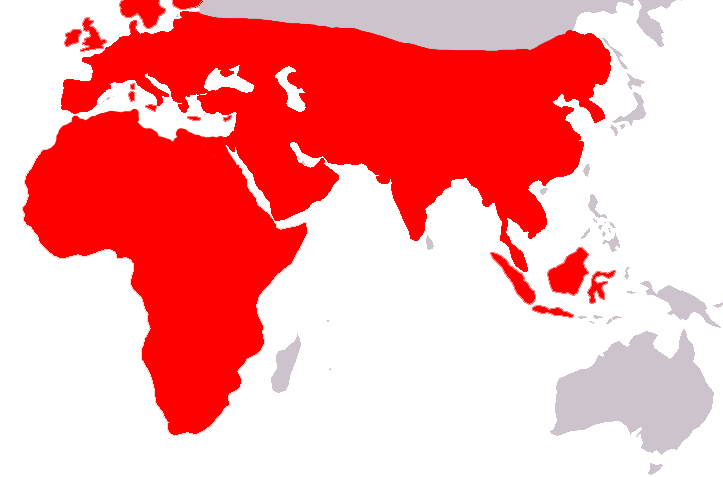
Verspreiding van de Erinaceinae

Anderzijds zijn egels buitengewoon goed bestand tegen gif. Zelfs een adderbeet kan ze niet om het leven brengen. Dat verklaart een bijzonder ritueel van de egel: 'zelfzalving'. Bij het waarnemen van een onaangename geur, zal hij naar de bron rennen, eraan ruiken en bijten. Met zijn tong strijkt hij vervolgens het geurige speeksel van zijn mond over zijn ruggengraat uit. De reden van dit gedrag is niet helemaal duidelijk, maar vermoed wordt dat de egel zich zo nog minder aantrekkelijk wil maken als prooi voor mogelijke roofdieren.
Alle egelsoorten zijn voornamelijk nachtdieren, hoewel sommige overdag actiever zijn dan andere. Ze slapen een groot deel van de dag in het gras of in de gaten in de grond. Gewoonlijk graven de egels holen om zichzelf te beschermen. Alle soorten rusten gedurende een lange periode. Sommige overwinteren en andere doen aan estivatie. Dit hangt af van de soort, de temperatuur en de aanwezigheid van voedsel.
Egels maken diverse geluiden om te communiceren, van grommen tot luide kreten. Ze zijn erg gevoelig voor lawaai en plotse bewegingen. Als ze een onbekend geluid horen, rollen ze zich op tot ze zich ervan vergewist hebben dat er geen gevaar dreigt. Ondertussen snuiven ze en bewegen ze de neus op een heel bijzondere manier, van de ene naar de andere kant.